# Бс-2-63 (обединена)
Бс-2-63 (обединена) е номенклатура от елементи за едропанелни жилищни сгради от 4 до 6 етажа за сеизмични райони, разработена от НипроИТИС, ИПП „Софпроект“ и Районната проектантска организация в Русе през 1963 г. за нуждите на новосъздадените тогава Домостроителен комбинат № 1 в София и Домостроителен комбинат в Русе.

## Характерни особености на сградите
Надлъжното междуосие е 3,60 м, а напречните – 2 х 5,10 м. Южната (респ. източната) фасада в зависимост от вътрешното разпределение на секциите се изпълнява с балкони или с непрекъснати лоджии. Покривът е леко скосен. Подпокривното пространство е ниско. Фасадните и калканните панели са покрити с мазилка.